# Grub (Gemeinde Irnfritz-Messern)
Grub ist eine Ortschaft und eine Katastralgemeinde der Gemeinde Irnfritz-Messern im Bezirk Horn in Niederösterreich.

## Geografie
Die Rotte befindet sich südlich von Messern und liegt am Farnbach. Sie ist über die Landesstraße L8034 erreichbar.

## Siedlungsentwicklung
Zum Jahreswechsel 1979/1980 befanden sich in der Katastralgemeinde Grub insgesamt 17 Bauflächen mit 8.136 m² und 17 Gärten auf 11.825 m², 1989/1990 gab es 17 Bauflächen. 1999/2000 war die Zahl der Bauflächen auf 60 angewachsen und 2009/2010 bestanden 35 Gebäude auf 61 Bauflächen.

## Geschichte
Laut Adressbuch von Österreich waren im Jahr 1938 in Grub ein Müller und mehrere Landwirte ansässig.

## Bodennutzung
Die Katastralgemeinde ist landwirtschaftlich geprägt. 113 Hektar wurden zum Jahreswechsel 1979/1980 landwirtschaftlich genutzt und 87 Hektar waren forstwirtschaftlich geführte Waldflächen. 1999/2000 wurde auf 108 Hektar Landwirtschaft betrieben und 93 Hektar waren als forstwirtschaftlich genutzte Flächen ausgewiesen. Ende 2018 waren 106 Hektar als landwirtschaftliche Flächen genutzt und Forstwirtschaft wurde auf 93 Hektar betrieben. Die durchschnittliche Bodenklimazahl von Grub beträgt 33,1 (Stand 2010).

## Sehenswürdigkeiten
- Burg Grub